# Kopsia fruticosa
Kopsia fruticosa là một loài thực vật có hoa trong họ La bố ma. Loài này được (Roxb.) A.DC. mô tả khoa học đầu tiên năm 1844.

## Hình ảnh

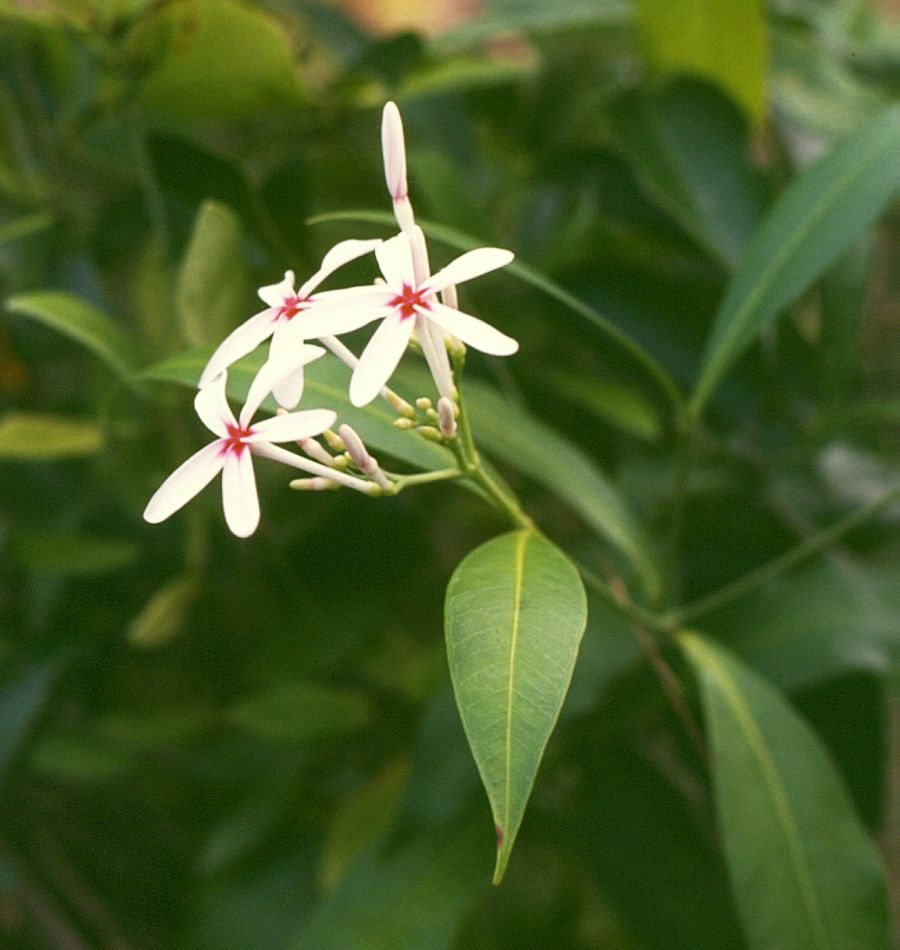
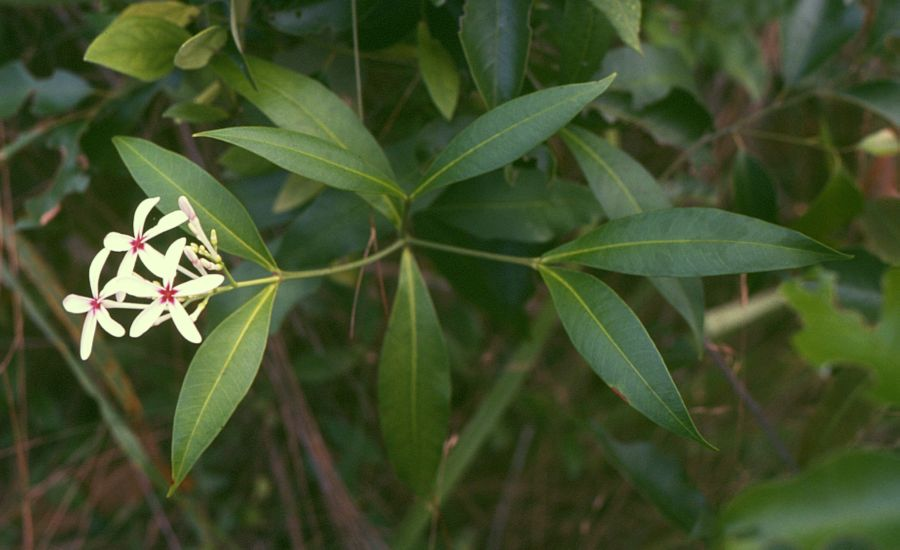
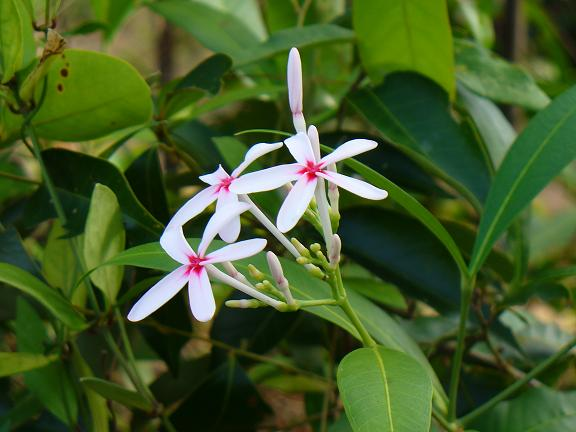
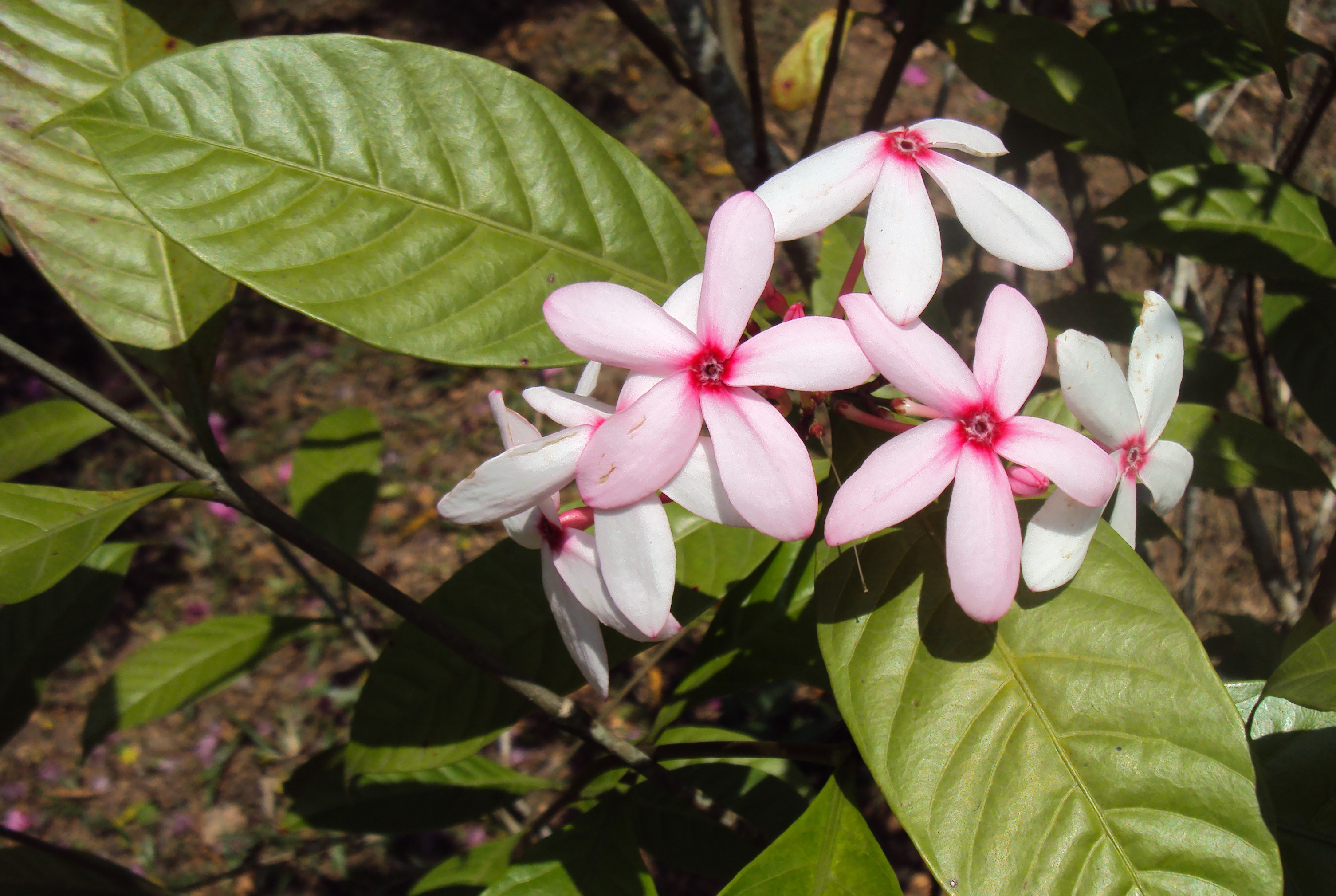